# Пон-Мари (станция метро)
Пон-Мари (фр. Pont Marie) — станция линии 7 Парижского метрополитена, расположенная в IV округе Парижа. Названа по одноимённому мосту.

## История
- Станция открылась в 1926 году на участке Пале-Руаяль - Мюзе-дю-Лувр — Пон-Мари и оставалась конечной на линии до 3 июня 1930 года, когда открылась следующая станция Сюлли-Морлан.
- Пассажиропоток по станции по входу в 2013 году, по данным RATP, составил 1 624 879 человек (272 место по уровню входного пассажиропотока в Парижском метро)[2].

## Галерея

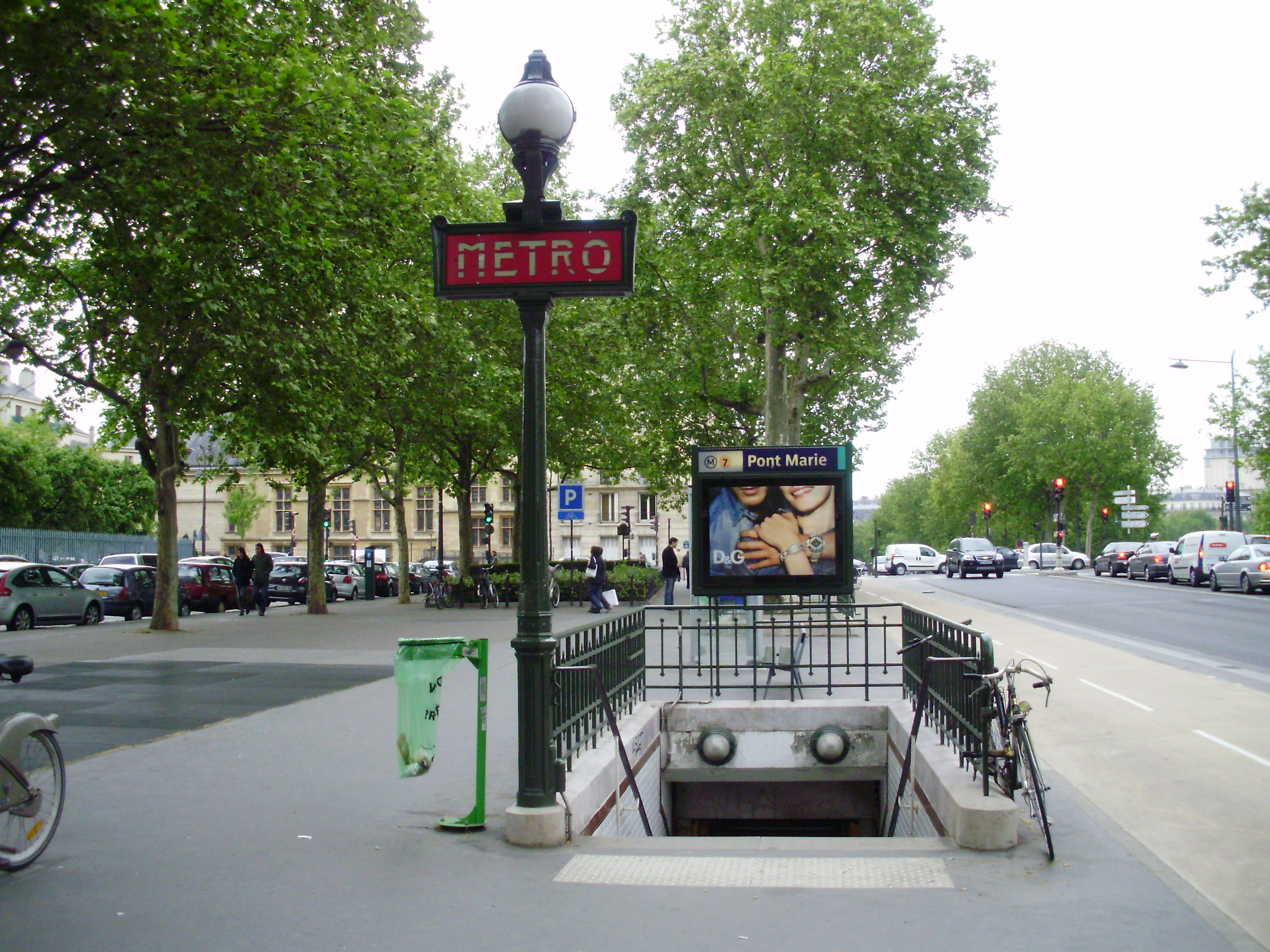
Вход на станцию
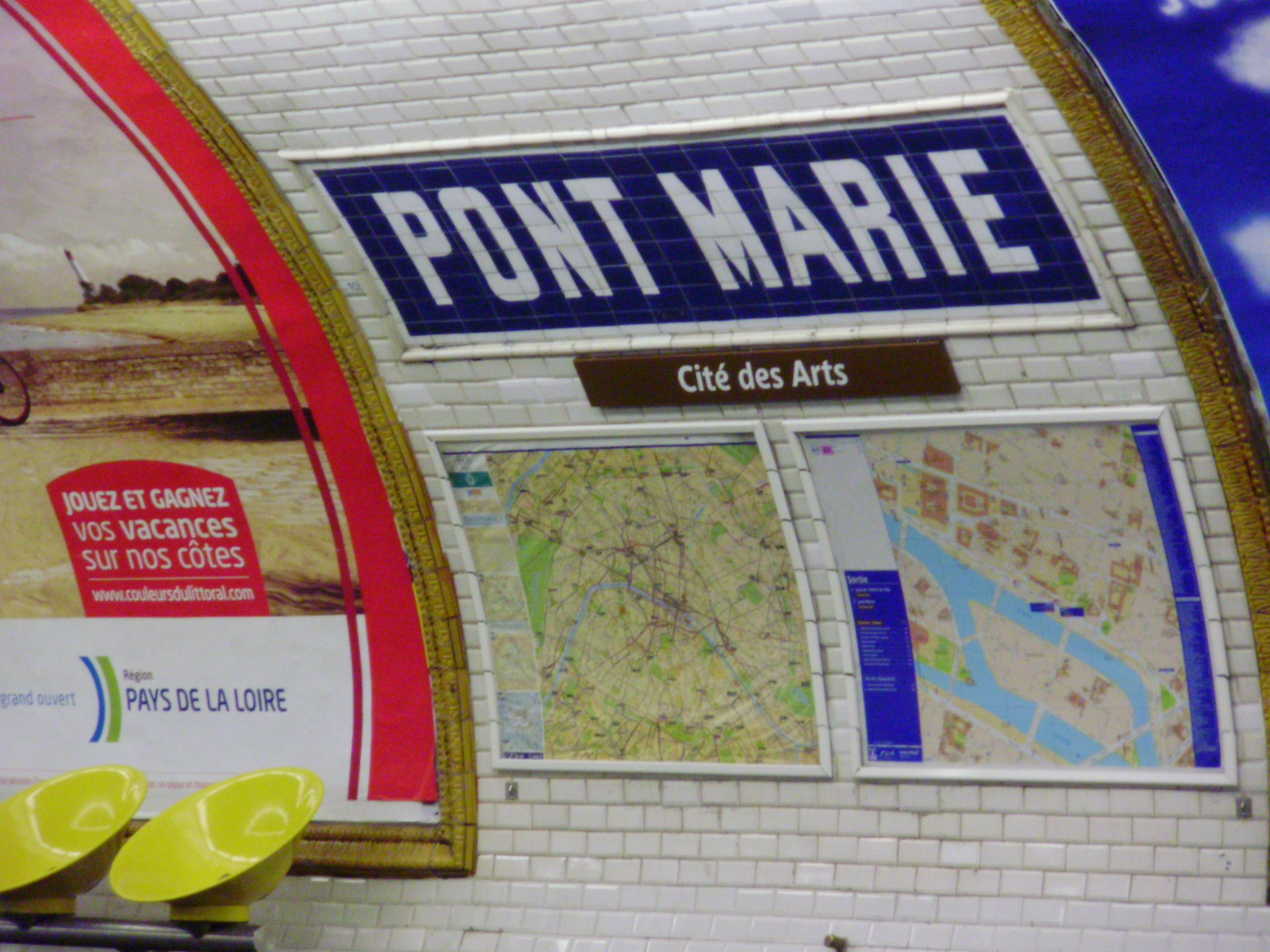
Вывеска с названием станции